# Annabella Azín
Annabella Emma Azín Arce, née le 30 mai 1961 à Guayaquil, est une femme politique équatorienne, docteur en médecine et épouse d'Álvaro Noboa. Elle est présidente de la Fondation Croisade pour une Nouvelle Humanité, qui s'occupe des personnes touchées par la maladie depuis plus de 20 ans.
Elle a été membre du Congrès national pour la province de Guayas et de l'Assemblée constituante (en), à chaque fois pour le Parti rénovateur institutionnel de l'action nationale. Elle était candidate au poste de vice-présidente de l'Équateur en binôme avec son mari lors des élections présidentielles équatoriennes de 2009 et de 2013.
Elle a quatre enfants, dont le président équatorien Daniel Noboa, le plus jeune président de l'histoire de l'Équateur.

## Biographie
Anabella Azín est l'aînée des trois filles de Giorgio Azín et Grecia Arce. Elle obtient son doctorat en médecine à l'Université catholique de Santiago de Guayaquil (en).
Elle participe à des marches de protestation contre le gouvernement de Rafael Correa. Elle fait ensuite campagne pour la création d'un successeur au parti politique PRIAN,.
Le 9 octobre 2022, elle reçoit un prix des mains de Virgilio Saquicela (en) et Marcela Holguín (en), ce prix est destiné à la Fondation Croisade pour une Nouvelle Humanité, qu'elle préside.
Son fils, Daniel Noboa Azin, est élu le président de l'Équateur lors des élections générales équatoriennes de 2023,.